# Protaetia kawaii
Protaetia kawaii är en skalbaggsart som beskrevs av Krajcik och Jakl 2005. Protaetia kawaii ingår i släktet Protaetia och familjen Cetoniidae. Inga underarter finns listade i Catalogue of Life.